# أطسا (المنيا)
قرية أطسا  هي إحدى القرى التابعة لمركز سمالوط بمحافظة المنيا في جمهورية مصر العربية. حسب إحصاءات سنة 2006، بلغ إجمالي السكان في أطسا 20,456 نسمة، منهم 10,614 رجل و9,842 امرأة.